# Овинишченско побрђе
Овинишченско побрђе (рус. Овинищенская возвышенность) представља побрђе моренског порекла у североисточном делу Тверске области, у басену реке Волге. Име географске целине потиче од села Овинишче. У неким старијим изворима помињало се под именом Источно-Калињинско побрђе (рус. Восточно-Калининская возвышенность).
Побрђе се простире у смеру северозапад-југоисток дужином од око 100 километара. Обухвата територије Весјегонског, Краснохолмског, Молоковског и Сандовског рејона, те један мањи део територија Устјуженског рејона Вологдске области, Пестовског рејона Новгородске области и Брејтовског рејона Јарославске области. 
Максимална андморска висина је 267 метара. 